# Casali della Meta
Casali della Meta è una piccola frazione situata nella zona meridionale del territorio comunale di Amatrice (RI) al confine con quello attiguo di Cittareale (RI). Per raggiungerla si deve svoltare a sinistra, provenendo da Roma, in corrispondenza del bivio situato al km 140 dell'antico tracciato della Via Salaria (SP 59). Dopo gli eventi sismici verificatisi nei mesi compresi tra Agosto e Ottobre 2016 ha subito notevolissimi danni che hanno reso inagibili la maggior parte delle abitazioni.

## Località
Casali della Meta è formato da 4 distinte località, con popolazione residente media inferiore alle 10 unità:
- Casali della Meta di Sotto (1018 m s.l.m.);
- Casali della Meta di Sopra (1105 m s.l.m.);
- Forme (nome derivante dalle forme di formaggio anticamente prodotte in quella zona);
- Meta.

## Monumenti e luoghi d'interesse

### Chiesa di San Michele Arcangelo

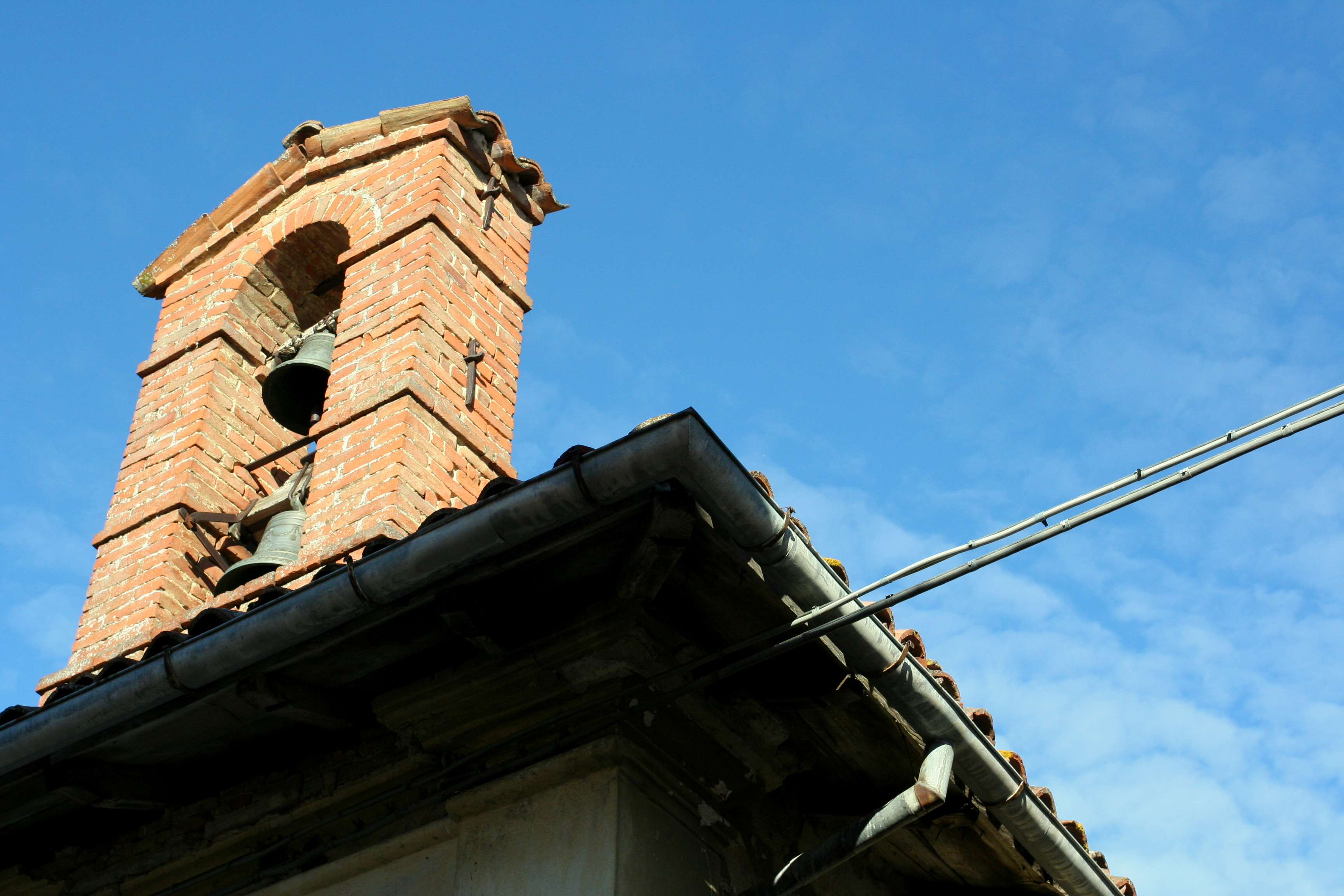
Campanile della Chiesa di San Michele Arcangelo.

La Chiesa principale è ubicata nella frazione di Casali di Sotto ed è dedicata a San Michele Arcangelo. Risalente all'A.D. 1725, presenta al suo interno, particolarmente mistica, la tela rappresentante l'Arcangelo che domina dall'altare.

## Manifestazioni ed eventi
La festa patronale ricorre l'8 settembre. I festeggiamenti vengono solitamente anticipati al mese di Agosto per favorire la partecipazione dei villeggianti che rientrano da Roma nel loro paese natale in occasione delle ferie estive. Le celebrazioni in onore della Natività di Maria Vergine si svolgono nella chiesa dedicata a San Michele Arcangelo.

## Archeologia
In una zona compresa tra i Casali della Meta di Sopra ed i Casali della Meta di Sotto, in un luogo denominato Monte Tito (in dialetto chiamato Monticillu), negli anni 70 furono rinvenuti reperti archeologici, travertini e altri materiali risalenti all'epoca romana, ma purtroppo l'incuria e il disinteressamento hanno avuto il sopravvento sull'interesse storico.

## Galleria d'immagini

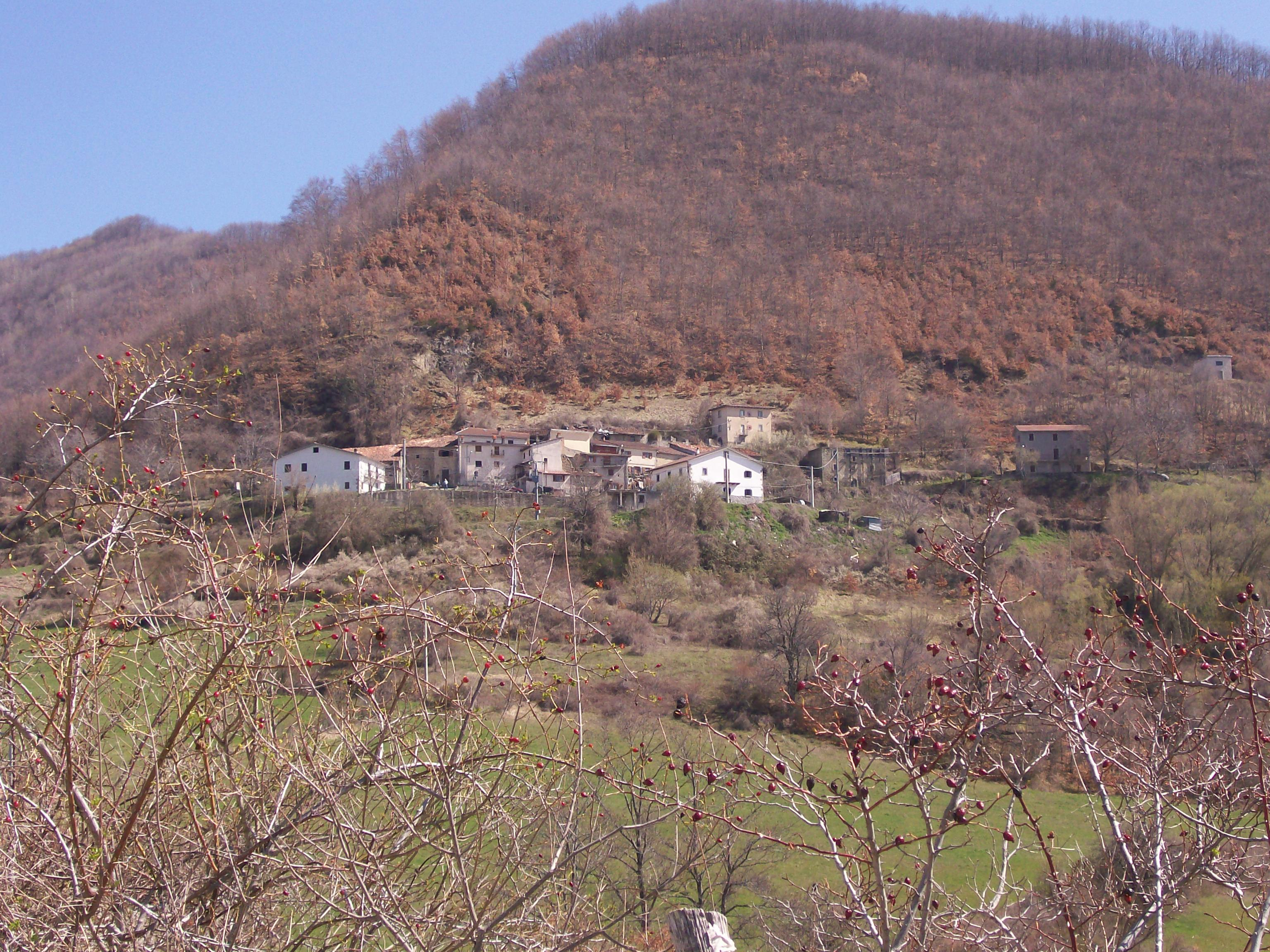
Panorama autunnale su Casali della Meta di Sopra
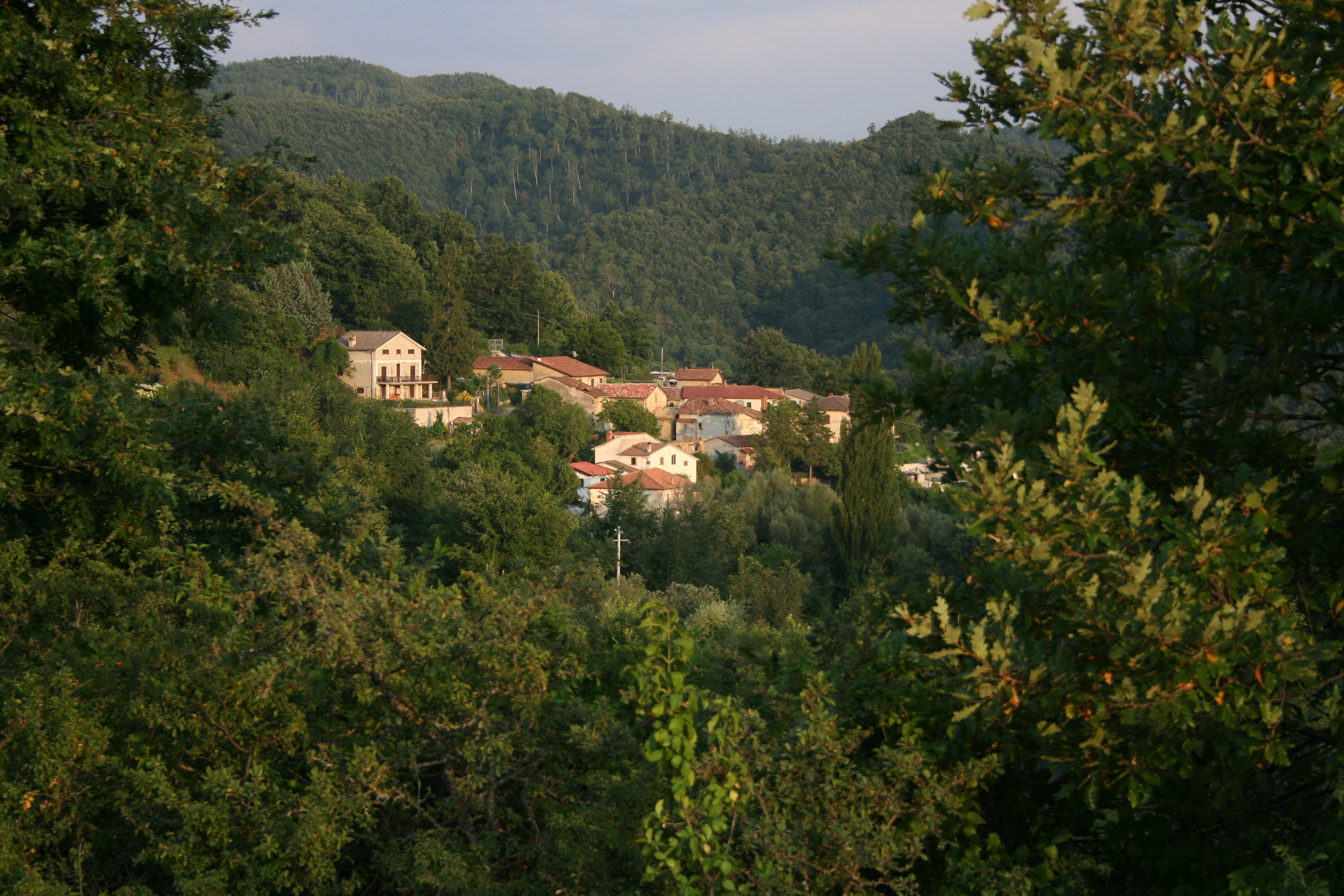
Panorama primaverile su Casali della Meta di Sotto
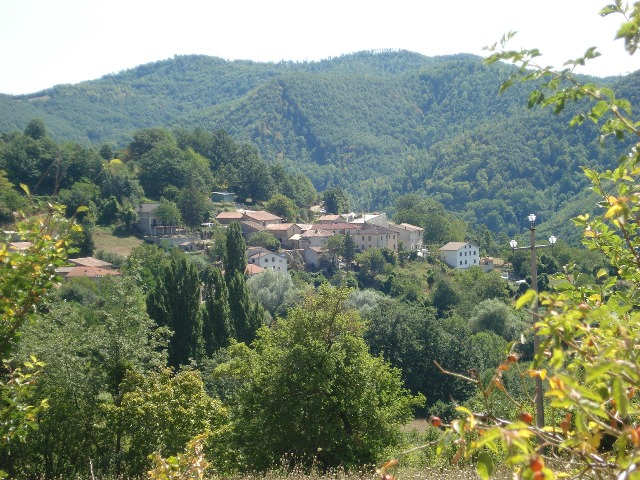
Panorama estivo su Casali della Meta di Sotto
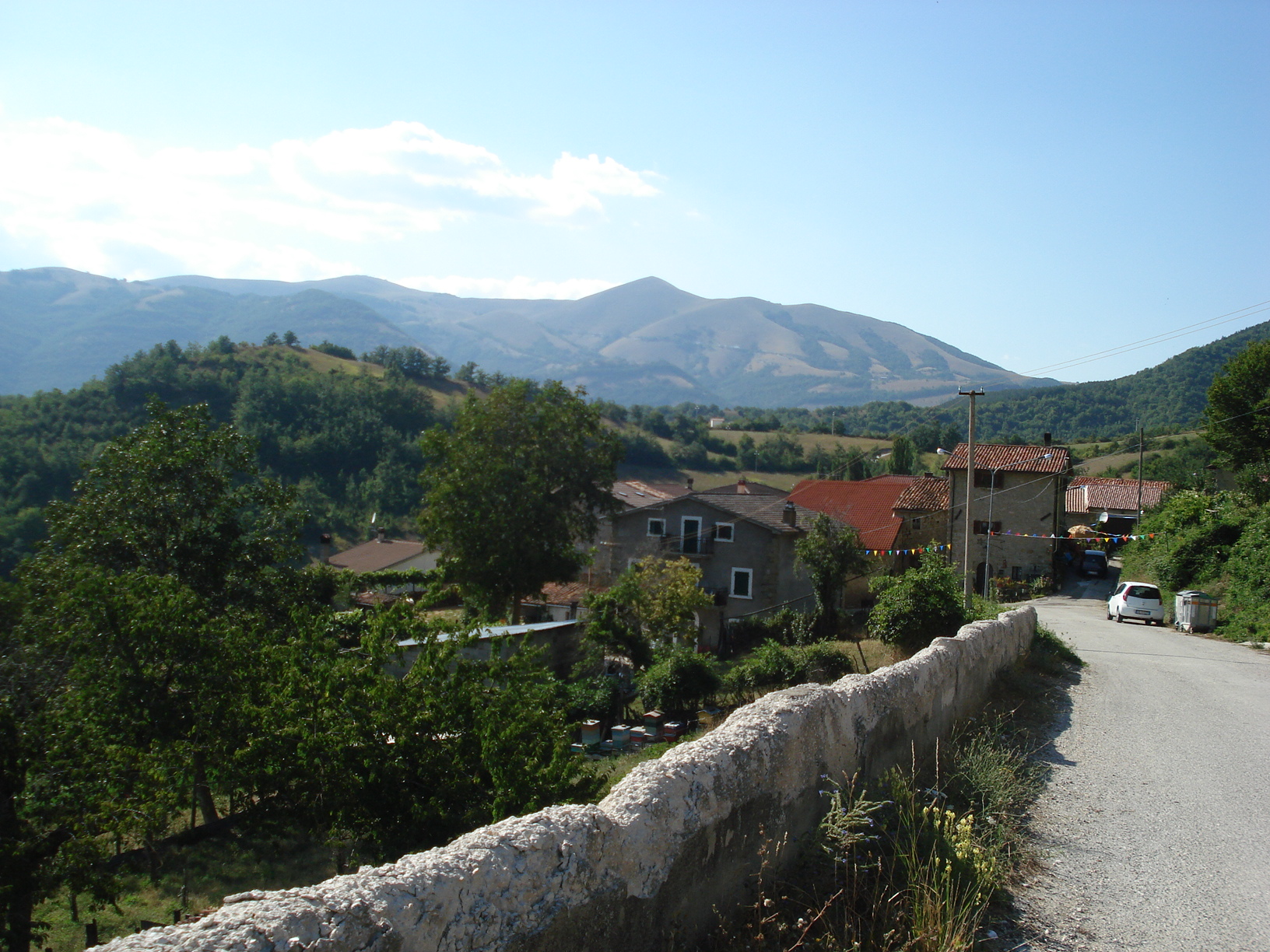
Casali della Meta di Sotto
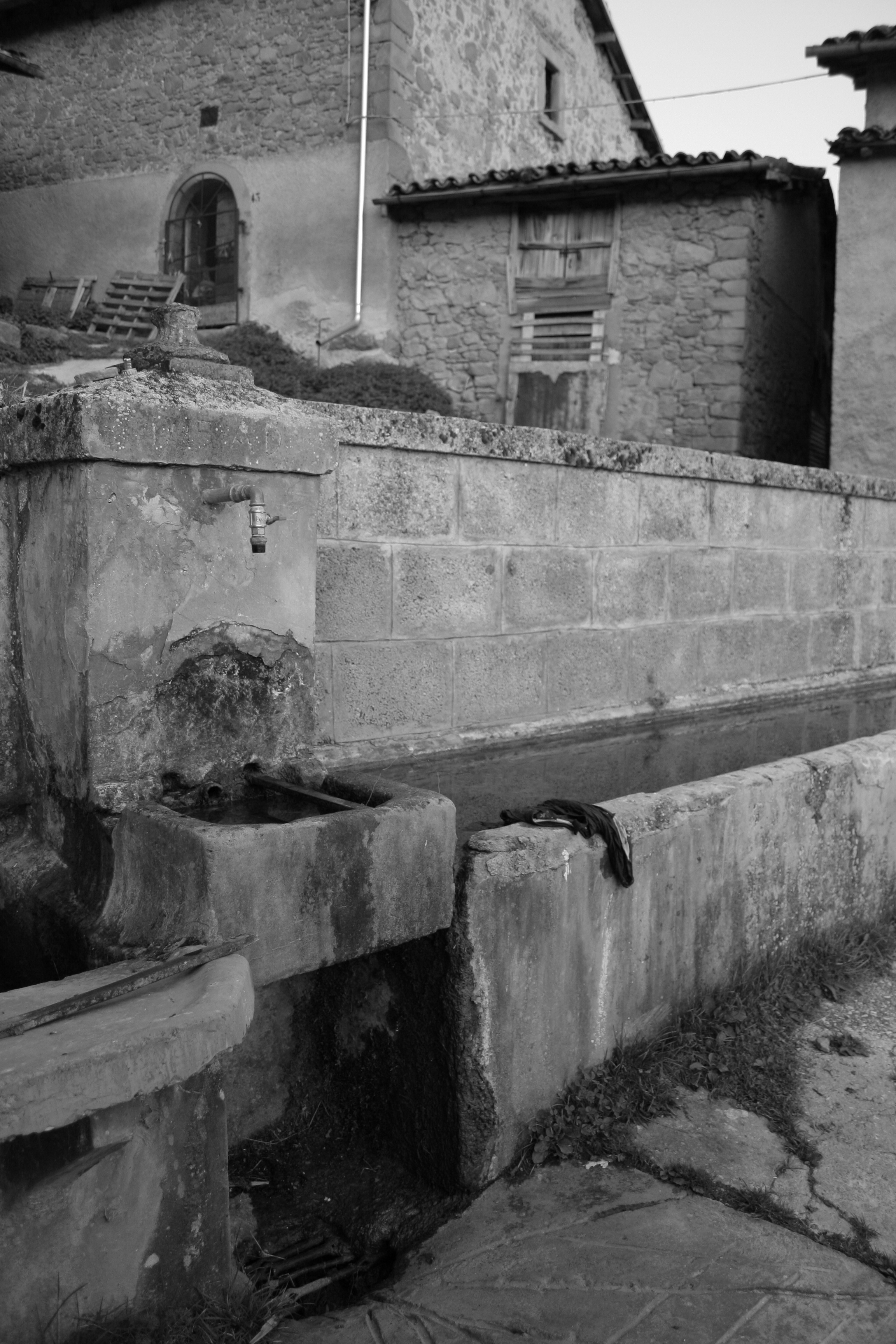
Fontanile di Casali della Meta di Sotto
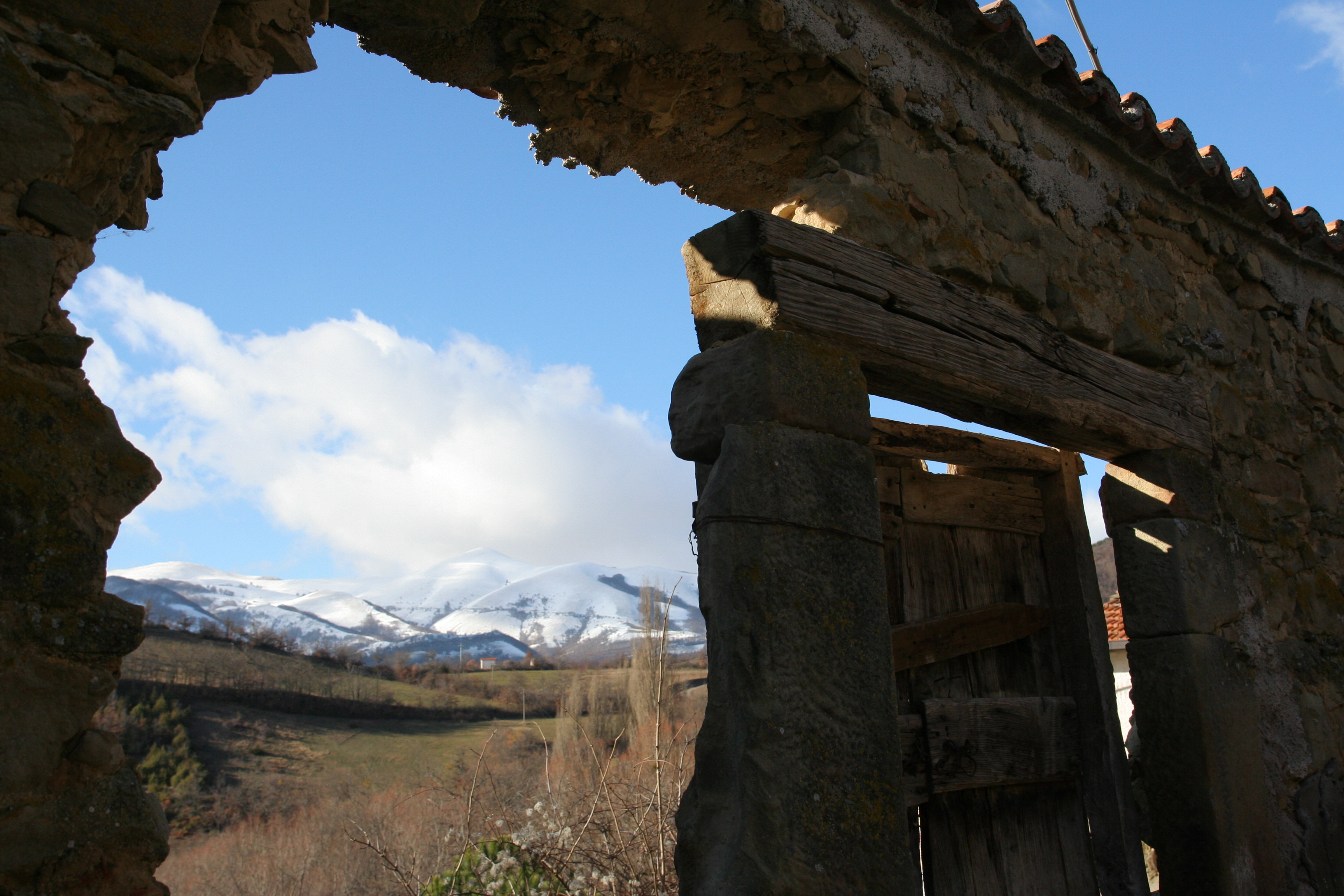
Monte San Venanzio visto da Casali della Meta di Sotto
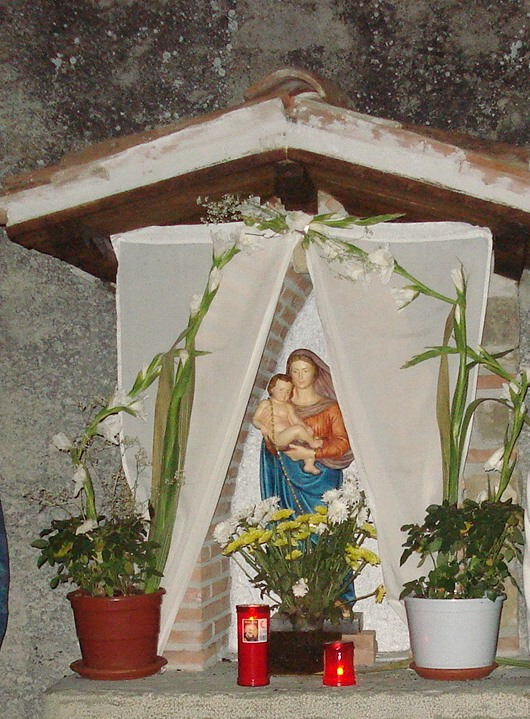
Tempietto a Santa Maria in Monticilli presso Casali della Meta di Sopra